# 長竹巷幽靈
長竹巷幽靈，是出現在台灣嘉義市長竹巷的幽靈，會捉弄人。

## 傳說
長竹巷即現在的大雅路，因道路兩側植竹林，生長茂盛，形成一綠色隧道而得名。往昔的長竹巷是土匪的巢窟，據說即使白天也無人通行，昭和初年（1920年代）還經常發現白骨。因此，據說長竹巷有幽靈出沒，幽靈會化作老鼠、狗、女人來捉弄人。